# 中嶋悟
中嶋悟（日语：中嶋 悟，1953年2月23日—），日本前賽車手，是第一位參與一級方程式賽事並取得積分的日本人。1978年，中嶋已經獲得全日本F2錦標賽冠軍盃，1981年又在全日本F2錦標賽獲得五個單站冠軍，1987年，他在本田車隊的協助下，首次參與F1賽事，成為史上首位參與F1賽事的日本人，在F1生涯中，中嶋合共取得16分。期後他改任車隊經理人，帶嶋車隊。其兒子中嶋一貴亦是F1正式車手，次子中嶋大佑則是國內F3車手。